# Humberto Maschio
Humberto Dionisio Maschio (Avellaneda, Argentina; 10 de febrero de 1933-20 de agosto de 2024) fue un futbolista y entrenador italoargentino que se desempeñó como delantero y centrocampista. Jugó para la selecciones de Argentina e Italia. Fue una leyenda en Racing Club, donde integró el histórico equipo dirigido por Juan José Pizzuti que se consagró campeón de la Primera División en 1966, y de la Copa Libertadores y la Copa Intercontinental en 1967.
Debutó en Quilmes en 1953. Un año después se produjo su estreno en Primera División con Racing Club. En 1957 se unió al Bologna, iniciando su etapa en el fútbol italiano. Posteriormente tuvo su paso por Atalanta, Inter de Milán y Fiorentina. Regresó al Racing Club en 1966, y allí obtuvo el campeonato de Primera División de ese mismo año. Al año siguiente obtuvo la Copa Libertadores y la Copa Intercontinental.
Con la selección de fútbol de Argentina, disputó los Juegos Panamericanos de 1955 y obtuvo la medalla de oro. Formó parte de la línea delantera de «los Ángeles Carasucias» que ganó la Copa América 1957 (en aquel entonces llamada Campeonato Sudamericano). También jugó la Copa Mundial de Fútbol 1962 con la selección de fútbol de Italia.
Luego de que se retiró, fue entrenador. Obtuvo grandes éxitos en Independiente, con el cual ganó la Copa Libertadores y la Copa Interamericana de 1972.
En 1957 participó de la película Fantoche, protagonizada por Luis Sandrini, trabajando como él mismo.

## Trayectoria

### Como jugador

#### Inicios en Argentina
Empezó a jugar en Arsenal de Llavallol, donde coincidió con Vladislao Cap, quien más tarde sería su cuñado. Debutó oficialmente con Quilmes Atlético Club en 1953. que entonces competía en la segunda división. Aunque el Cervecero no logró el ascenso, Maschio se destacó anotando 23 goles durante la campaña, en la que el equipo terminó en 5.ª posición; uno de esos goles fue en la goleada 5-1 en el clásico quilmeño contra Argentino de Quilmes. Al finalizar la temporada, tanto él como Cap fueron fichados por Racing. 
Llegó a Racing Club en 1954. Inicialmente, Maschio no se destacó allí, ya que tuvo que alternar su actividad en el club de Avellaneda con el servicio militar obligatorio. Ese año, sólo marcó un gol; pero en 1955 logró consolidarse, lo que le permitió debutar con la selección argentina en febrero de 1956. 
Tras su éxito internacional en el Campeonato Sudamericano 1957, Maschio y sus compañeros Antonio Angelillo y Omar Sívori (apodados en conjunto como los «Ángeles Carasucias») fueron fichados por equipos italianos. Sin embargo, al jugar en el extranjero, el sindicato de jugadores argentinos les impidió ser convocados para la Copa Mundial de Fútbol 1958. Por esa razón, la etapa de Maschio en la selección fue breve: un año, un mes y doce días, entre febrero de 1956 y abril de 1957. Aun así, es el segundo máximo goleador de la selección como jugador de Racing, solo por detrás de Oreste Corbatta, otro de los «Carasucias». 

#### Paso por el fútbol italiano
Su etapa en el fútbol italiano comenzó en Bologna Football Club 1909 en 1957, donde fue utilizado como centrodelantero, una posición poco habitual para él, lo que dificultó su adaptación. A pesar de algunos buenos momentos, como goles ante Juventus e Internazionale, su rendimiento fue menos destacado que el de Sívori y Angelillo.  
En 1959 llegó a Atalanta Bergamasca Calcio de Bérgamo. Bajo la dirección de Ferruccio Valcareggi, encontró mayor regularidad al ser retrasado para jugar como trequartista (enganche). Él mismo consideró que sus mejores años en Italia fueron en Atalanta, donde formó parte del «equipo de ensueño» elegido en el centenario del club. Participó en una de las mejores campañas de Atalanta en la Serie A, logrando el 6.º puesto en la temporada 1961-62, además de ganar la Copa Mitropa de 1961. 
En 1962, luego de su convocatoria a la selección italiana para disputar la Copa Mundial de Fútbol 1962, fue fichado por Internazionale Football Club de Milán, bajo la dirección de Helenio Herrera. Sin embargo, atribuyó su falta de protagonismo a los celos del propio Herrera, quien prefería ser la figura principal del equipo. Luego de un año en Milán, pasó a Associacione Calcio Firenze Fiorentina, donde volvió a ser dirigido por Valcareggi y tuvo dos buenas temporadas, terminando ambas en 4.º lugar. En la Copa Italia 1965-66, ayudó al equipo a alcanzar la final antes de regresar a Racing Club, tras un acuerdo con los dirigentes del club. 

#### Consagración con Racing Club

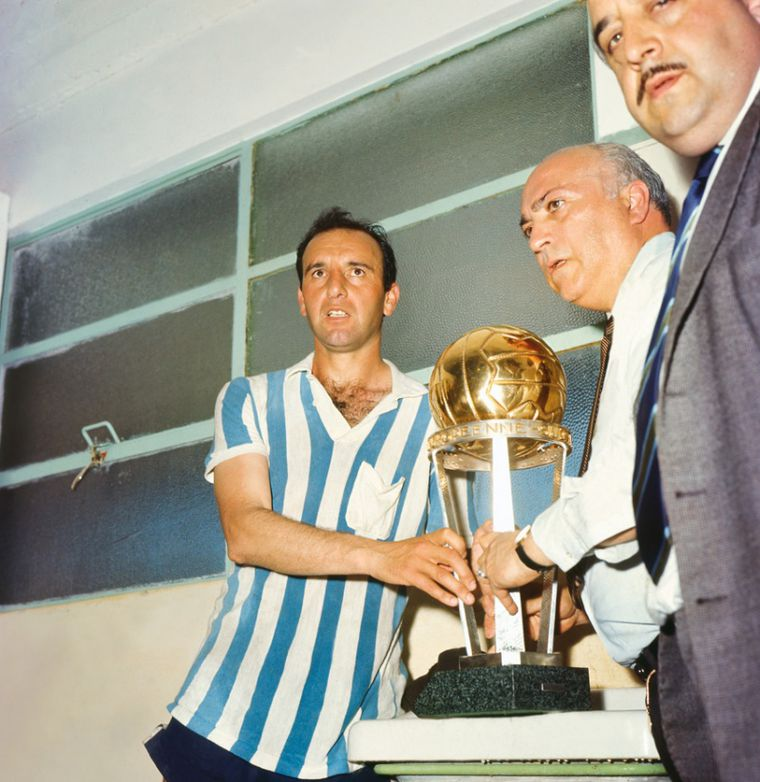
Maschio con la Copa Intercontinental que ganó con Racing Club (1967).

La vuelta de Maschio a Racing Club fue inicialmente criticada por algunos dirigentes que lo consideraban veterano, pero el entrenador Juan José Pizzuti, excompañero suyo, lo defendió. Maschio debutó en la 6.ª fecha del campeonato argentino de 1966. Racing hizo historia al alcanzar 39 partidos invicto, un récord en el profesionalismo argentino. River Plate fue subcampeón, pero esa campaña del Equipo de José fue tan excepcional que ningún otro equipo habría podido ganarle ese torneo. Maschio disputó 31 partidos, marcó 6 goles (incluido uno en el clásico ante Independiente, ganado 2-0) y dio 6 asistencias.
En 1967, Racing Club se consagró campeón de la Copa Libertadores, y Maschio anotó 6 goles en el torneo. La final fue una serie intensa contra Nacional de Uruguay, y Maschio fue clave en el segundo gol del partido de desempate, que culminó en un centro de Juan Carlos Cárdenas para que Norberto Raffo anotara. Meses después, Racing Club se convirtió en el primer club argentino en ganar la Copa Intercontinental al vencer al Celtic de Escocia. Maschio brilló especialmente en el segundo partido, donde tuvo que marcar al talentoso Bobby Murdoch.
En 1968, Racing Club estuvo cerca de repetir sus éxitos, pero fue eliminado en semifinales de la Copa Libertadores por Estudiantes (LP) y perdió el Torneo Nacional en un triangular con River Plate y Vélez Sarsfield. Tras esa temporada, Maschio se retiró como jugador y asumió como entrenador de la selección argentina. En total, jugó 162 partidos con la Academia, anotando 51 goles, incluidos tres en clásicos contra Independiente.

### Como entrenador
Dirigió la Selección Argentina en la primera mitad del año 1969 en plan de preparación para las Eliminatorias del Mundial de 1970 a jugarse en México. Por los malos resultados dados en los amistosos y su inexperiencia, el entonces presidente de Argentina Juan Carlos Onganía intervino para echarlo de la dirección técnica y en su lugar fue reemplazado por el experimentado Adolfo Pedernera, pero igualmente la Selección argentina fue eliminada por Perú.
Lo más significativo como entrenador fue haber conseguido con Independiente las copas Interamericana y Libertadores en 1973.
Entre 1999 y 2000 conformó dupla técnica para dirigir a Racing Club, junto a Gustavo Costas.

## Selección nacional

### Argentina
Maschio jugó 12 partidos para la selección de Argentina entre 1956 y 1957.Ganó la Copa América 1957 tras ganarle a Brasil 3 a 0 en la final y marcando 6 goles en el torneo. Fue parte de «los Ángeles Carasucias», una delantera compuesta por: Oreste Corbatta, Antonio Angelillo, Omar Sívori, Osvaldo Cruz y él. En total Maschio en la selección argentina marcó 12 goles en 12 partidos.

### Italia
Maschio también jugó dos partidos para la selección italiana en 1962, sin marcar goles. En la Copa Mundial de 1962 jugada en Chile, Maschio fue el capitán de la selección de fútbol de Italia y uno de los protagonistas de la Batalla de Santiago.

## Estadísticas
Datos actualizados al fin de la carrera deportiva.
| Quilmes Argentina |               |               |     |     |    |    |    |     |     |      |      |
| 2.ª | 1953          | 30            | 24  | -   | -  | -  | -  | 30  | 24  | 0.80 |      |
| Total club | Total club    | 30            | 24  | 0   | 0  | 0  | 0  | 30  | 24  | 0.80 |      |
| Racing Club Argentina |               |               |     |     |    |    |    |     |     |      |      |
| 1.ª | 1955          | 3             | 1   | -   | -  | -  | -  | 3   | 1   | 0.33 |      |
| 1.ª | 1956          | 27            | 18  | -   | -  | -  | -  | 27  | 18  | 0.67 |      |
| 1.ª | 1957          | 25            | 11  | -   | -  | -  | -  | 25  | 11  | 0.44 |      |
| 1.ª | 1958          | 1             | 0   | -   | -  | -  | -  | 1   | 0   | 0.00 |      |
| 1.ª | 1966          | 31            | 6   | -   | -  | -  | -  | 31  | 6   | 0.19 |      |
| 1.ª | M-1967        | 31            | 6   | -   | -  | 17 | 6  | 48  | 12  | 0.25 |      |
| 1.ª | N-1967        | 6             | 0   | -   | -  | 3  | 0  | 9   | 0   | 0.00 |      |
| 1.ª | M-1968        | 18            | 2   | -   | -  | 3  | 1  | 21  | 3   | 0.14 |      |
| 1.ª | N-1968        | 11            | 1   | -   | -  | -  | -  | 11  | 1   | 0.09 |      |
| Total club | Total club    | 153           | 45  | 0   | 0  | 23 | 7  | 176 | 52  | 0.29 |      |
| Bologna · Italia |               |               |     |     |    |    |    |     |     |      |      |
| 1.ª | 1957-58       | 28            | 7   | 4   | 1  | -  | -  | 32  | 8   | 0.25 |      |
| 1.ª | 1958-59       | 15            | 5   | 1   | 1  | -  | -  | 16  | 6   | 0.37 |      |
| Total club | Total club    | 43            | 12  | 5   | 2  | 0  | 0  | 48  | 14  | 0.29 |      |
| Atalanta · Italia |               |               |     |     |    |    |    |     |     |      |      |
| 1.ª | 1959-60       | 29            | 7   | 1   | 2  | -  | -  | 30  | 9   | 0.30 |      |
| 1.ª | 1960-61       | 24            | 4   | 1   | 1  | -  | -  | 25  | 5   | 0.20 |      |
| 1.ª | 1961-62       | 26            | 11  | -   | -  | -  | -  | 26  | 11  | 0.42 |      |
| Total club | Total club    | 79            | 22  | 2   | 3  | 0  | 0  | 81  | 25  | 0.30 |      |
| Internazionale · Italia |               |               |     |     |    |    |    |     |     |      |      |
| 1.ª | 1962-63       | 15            | 4   | 1   | 2  | -  | -  | 16  | 6   | 0.37 |      |
| Total club | Total club    | 15            | 4   | 1   | 2  | 0  | 0  | 16  | 6   | 0.37 |      |
| Fiorentina · Italia |               |               |     |     |    |    |    |     |     |      |      |
| 1.ª | 1963-64       | 20            | 3   | 4   | 0  | -  | -  | 24  | 3   | 0.12 |      |
| 1.ª | 1964-65       | 30            | 8   | -   | -  | 1  | 0  | 31  | 8   | 0.25 |      |
| 1.ª | 1965-66       | 2             | 1   | 2   | 2  | 1  | 0  | 5   | 3   | 0.60 |      |
| Total club | Total club    | 52            | 12  | 6   | 2  | 2  | 0  | 60  | 14  | 0.23 |      |
| Total carrera | Total carrera | Total carrera | 372 | 119 | 14 | 9  | 25 | 7   | 411 | 135  | 0.32 |
| (1) Incluye datos de la Copa Italia. (2) Incluye datos de la Copa de Ferias, Copa Libertadores, Copa Intercontinental. (3) No incluye goles en partidos amistosos. |               |               |     |     |    |    |    |     |     |      |      |

### Selección nacional
| Selección | Año   | Amistoso | Amistoso | Copa América | Copa América | Total | Total |
| Selección | Año   | PJ       | G        | PJ           | G            | PJ    | G     |
| --------- | ----- | -------- | -------- | ------------ | ------------ | ----- | ----- |
| Argentina | 1956  | 5        | 3        | -            | -            | 5     | 3     |
| Argentina | 1957  | 1        | 0        | 6            | 9            | 7     | 9     |
| Total     | Total | 6        | 3        | 6            | 9            | 12    | 12    |

| Selección       | Año   | Amistoso | Amistoso | Mundial | Mundial | Total | Total |
| Selección       | Año   | PJ       | G        | PJ      | G       | PJ    | G     |
| --------------- | ----- | -------- | -------- | ------- | ------- | ----- | ----- |
| Italia · Italia | 1962  | 1        | 0        | 1       | 0       | 2     | 0     |
| Total           | Total | 1        | 0        | 1       | 0       | 2     | 0     |

## Palmarés

### Futbolista

#### Campeonatos nacionales
| Título           | Equipo      | País      | Año     |
| ---------------- | ----------- | --------- | ------- |
| Serie A          | Inter       | Italia    | 1962-63 |
| Copa Italia      | Fiorentina  | Italia    | 1965-66 |
| Primera División | Racing Club | Argentina | 1966    |

#### Campeonatos internacionales
| Título                | Equipo              | Sede             | Año  |
| --------------------- | ------------------- | ---------------- | ---- |
| Juegos Panamericanos  | Selección Argentina | Ciudad de México | 1955 |
| Copa América          | Selección Argentina | Perú             | 1957 |
| Copa Libertadores     | Racing Club         | Santiago         | 1967 |
| Copa Intercontinental | Racing Club         | Montevideo       | 1967 |

### Entrenador

#### Campeonatos internacionales
| Título              | Equipo        | Sede        | Año  |
| ------------------- | ------------- | ----------- | ---- |
| Copa Interamericana | Independiente | Tegucigalpa | 1973 |
| Copa Libertadores   | Independiente | Santiago    | 1973 |

### Distinciones individuales
| Distinción                                                    | Año  |
| ------------------------------------------------------------- | ---- |
| Máximo goleador de la Copa América                            | 1957 |
| Personalidad destacada del Deporte por la Legislatura Porteña | 2014 |

## Filmografía

### Cine
| 1957 | Fantoche | Él Mismo |